# Shelter (cabina)
In telecomunicazioni gli shelter sono cabine prefabbricate atte a ospitare gli apparati di trasmissione e ricezione di segnali televisivi, radiofonici, telefonici oppure come nodo di rete per distribuzioni quali fibra ottica.

## Descrizione
Nel caso di utilizzo come ricovero apparati, lo shelter è accompagnato dalla presenza di tralicci o pali posti nelle vicinanze che devono sostenere antenne e parabole per l'emissione e/o ricezione del segnale.
Solitamente gli shelter hanno un aspetto simile a un container per il trasporto ma sono costituiti da profili metallici saldati o avvitati a un blocco angolare, completati da tamponature coibentate sulle pareti, sul pavimento e sul soffitto, in grado di fornire protezione dagli sbalzi di temperatura esterni e una o più porte per l'accesso.
Le dimensioni degli shelter sono variabili in funzione delle apparecchiature che devono contenere, passando da armadi (cabinet) in cui è previsto unicamente lo spazio per un apparato a strutture di notevoli dimensioni che possono anche essere divisi in vani.
Accessori standard per gli shelter, a seconda delle necessità e condizioni, sono: condizionatori o ventole con relative griglie per l'aerazione interna, passanti cavi stagni sulle pareti e/o pavimento per l'ingresso dell'alimentazione e dei collegamenti con l'esterno degli apparati, impianti antincendio, profili a "C" per il fissaggio degli apparati alle pareti, impianto elettrico per illuminazione e distribuzione, messa a terra della struttura.